# Rally de Ourense de 2013
El Rally de Ourense de 2013, oficialmente 46.º Rallye de Ourense-Ourense Termal 2013, fue la 46.ª edición del rally y la cuarta ronda de la temporada 2013 del Campeonato de España de Rally. Se celebró del 14 al 15 de junio y contó con un itinerario de doce tramos sobre asfalto que sumaban un total de 206,64 km cronometrados.
El ganador fue Luis Monzón con un Mini Cooper WRC que no lideró la prueba hasta el octavo tramo, después de que lo hiciera en la mayor parte de la prueba Xavi Pons que finalmente cayó hasta la tercera posición. Segundo fue Miguel Ángel Fuster con un Porsche 911 GT3. Monzón consiguió en Orense su tercera victoria del año, tras cuatro pruebas disputadas y se afianzó como sólido líder del campeonato con más de treinta puntos sobre su inmediato seguidor, Alberto Meira que con el quinto puesto logrado en la pruebas conservó la segunda posición. Entre los abandonos destacan el de Sergio Vallejo que se retiró tras un pinchazo en el segundo tramo, el de Jonathan Pérez, los de José Antonio Suárez y Joan Carchat ambos por accidente y el de Surhayen Pernía en el quinto tramo que provocó la cancelación del mismo debido a un incendio en su Mitsubishi Lancer Evo X R4 que terminó totalmente calcinado sin consecuencias para sus ocupantes.

## Itinerario
| Día              | Tramo | Nombre             | Distancia | Hora  | Ganador             | Tiempo    | Líder rally         |
| ---------------- | ----- | ------------------ | --------- | ----- | ------------------- | --------- | ------------------- |
| Día 1 Viernes 14 | SS1   | San Ciprián        | 3.10 km   | 20:35 | Ávaro Muñiz         | 2:27.6    | Sergio Vallejo      |
| Día 2 Sábado 15  | SS2   | Os Peares          | 29.78 km  | 09:00 | Xavi Pons           | 20:40.2   | Miguel Ángel Fuster |
| Día 2 Sábado 15  | SS3   | A Peroxa           | 14.86 km  | 09:45 | Xavi Pons           | 10:22.4   | Xavi Pons           |
| Día 2 Sábado 15  | SS4   | San Ciprián        | 3.10 km   | 10:40 | Miguel Ángel Fuster | 2:27.0    | Xavi Pons           |
| Día 2 Sábado 15  | SS5   | Os Peares          | 29.78 km  | 12:05 | Luis Monzón         | 20:30.1   | Xavi Pons           |
| Día 2 Sábado 15  | SS6   | A Peroxa           | 14.86 km  | 12:50 | Cancelado           | Cancelado | Xavi Pons           |
| Día 2 Sábado 15  | SS7   | Toén               | 12.81 km  | 15:20 | Luis Monzón         | 8:19.6    | Xavi Pons           |
| Día 2 Sábado 15  | SS8   | San Pedro de Rocas | 28.33 km  | 16:25 | Luis Monzón         | 18:10.8   | Luis Monzón         |
| Día 2 Sábado 15  | SS9   | Luintra            | 14.44 km  | 17:10 | Luis Monzón         | 9:10.6    | Luis Monzón         |
| Día 2 Sábado 15  | SS10  | Toén               | 12.81 km  | 18:50 | Luis Monzón         | 8:22.1    | Luis Monzón         |
| Día 2 Sábado 15  | SS11  | San Pedro de Rocas | 28.33 km  | 19:55 | Luis Monzón         | 18:13.3   | Luis Monzón         |
| Día 2 Sábado 15  | SS12  | Luintra            | 14.44 km  | 20:40 | Miguel Ángel Fuster | 9:16.9    | Luis Monzón         |

## Clasificación final
| Pos. | Piloto                  | Copiloto            | Automóvil               | Tiempo    | Dif.     |
| ---- | ----------------------- | ------------------- | ----------------------- | --------- | -------- |
| 1.   | Luis Monzón             | José Carlos Déniz   | Mini Cooper WRC         | 2:08:31.8 | 0.0      |
| 2.   | Miguel Ángel Fuster     | Ignacio Aviño       | Porsche 911 GT3         | 2:08:56.2 | +24.4    |
| 3.   | Xavi Pons               | Xavi Amigo          | Mitsubishi Lancer Evo X | 2:09:28.0 | +56.2    |
| 4.   | Víctor Senra            | Ramón López         | Mitsubishi Lancer Evo X | 2:11:58.7 | +3:26.9  |
| 5.   | Alberto Meira           | David Vázquez       | Mitsubishi Lancer Evo X | 2:12:25.1 | +3:53.3  |
| 6.   | Enrique García Ojeda    | Mario González Tomé | Citroën DS3 R3T         | 2:13:43.3 | +5:11.5  |
| 7.   | Alejandro Pais          | Santiago Pais       | Mitsubishi Lancer Evo X | 2:15:25.7 | +6:53.9  |
| 8.   | Gorka Antxustegui       | Alberto Iglesias    | Suzuki Swift S1600      | 2:16:35.8 | +8:04.0  |
| 9.   | Joan Vinyes             | Jordi Mercader      | Suzuki Swift S1600      | 2:17:30.2 | +8:58.4  |
| 10.  | Jorge González "Rantur" | Álex Cid            | Renault Twingo RS R2    | 2:23:23.0 | +14:51.2 |